# ریچارد تاچر
ریچارد تاچر (انگلیسی: Richard Thatcher؛ ۲۳ مارس ۱۸۴۶ – ۲۸ نوامبر ۱۹۰۹) نظامی و سیاست‌مدار اهل ایالات متحده آمریکا بود. وی نخستین رئیس دانشگاه اکلاهمای مرکزی بشمار می‌آید که در فاصله سالهای ۱۸۹۱ تا ۱۸۹۳ در جایگاه ریاست این دانشگاه فعالیت می‌کرد. دانشگاه اکلاهمای مرکزی قدیمی‌ترین مرکز آموزشی در جنوب غربی ایالات متحده آمریکا می‌باشد.